# Maraton för damer i simning vid olympiska sommarspelen 2016
Damernas maraton vid olympiska sommarspelen 2016 simmades på en sträcka på 10 km i öppet vatten och avgjordes den 15 augusti 2016 vid Copacabanafortet.

## Resultat
| Placering | Namn                    | Nationalitet   | Tid       | Tid bakom | Noteringar |
| --------- | ----------------------- | -------------- | --------- | --------- | ---------- |
| 1         | Sharon van Rouwendaal   | Nederländerna  | 1:56.32,1 |           |            |
| 2         | Rachele Bruni           | Italien        | 1:56.49,5 | +17,4     |            |
| 3         | Poliana Okimoto         | Brasilien      | 1:56.51,4 | +19,3     |            |
| 4         | Xin Xin                 | Kina           | 1:57.14,4 | +42,3     |            |
| 5         | Haley Anderson          | USA            | 1:57.20,2 | +48,1     |            |
| 6         | Isabelle Härle          | Tyskland       | 1:57.22,1 | +50,0     |            |
| 7         | Keri-Anne Payne         | Storbritannien | 1:57.23,9 | +51,8     |            |
| 8         | Anastasiya Krapyvina    | Ryssland       | 1:57.25,9 | +53,8     | Varning    |
| 9         | Samantha Arévalo        | Ecuador        | 1:57.27,2 | +55,1     |            |
| 10        | Ana Marcela Cunha       | Brasilien      | 1:57.29,0 | +56,9     |            |
| 11        | Kalliopi Araouzou       | Grekland       | 1:57.31,6 | +59,5     |            |
| 12        | Yumi Kida               | Japan          | 1:57.35,2 | +1.03,1   | Varning    |
| 13        | Éva Risztov             | Ungern         | 1:57.42,8 | +1.10,7   | Varning    |
| 14        | Anna Olasz              | Ungern         | 1:57.45,5 | +1.13,4   |            |
| 15        | Chelsea Gubecka         | Australien     | 1:58.12,7 | +1.40,6   |            |
| 16        | Špela Perše             | Slovenien      | 1:58.59,6 | +2.27,5   | Varning    |
| 17        | Erika Villaécija García | Spanien        | 1:59.04,8 | +2.32,7   | Varning    |
| 18        | Michelle Weber          | Sydafrika      | 1:59.05,0 | +2.32,9   |            |
| 19        | Jana Pechanová          | Tjeckien       | 1:59.07,7 | +2.35,6   |            |
| 20        | Paola Pérez             | Venezuela      | 1:59.07,7 | +2.35,6   |            |
| 21        | Heidi Gan               | Malaysia       | 1:59.07,9 | +2.35,8   | Varning    |
| 22        | Joanna Zachoszcz        | Polen          | 1:59.20,4 | +2.48,3   | Varning    |
| 23        | Stephanie Horner        | Kanada         | 1:59.22,1 | +2.50,0   | Varning    |
| 24        | Vânia Neves             | Portugal       | 2:01.39,3 | +5.07,2   | Varning    |
| 25        | Reem Kaseem             | Egypten        | 2:05.19,1 | +8.47,0   |            |
| 26        | Aurélie Muller          | Frankrike      |           |           | DSQ        |